# 北大曲駅
北大曲駅（きたおおまがりえき）は、秋田県大仙市四ツ屋字下新谷地（しもにいやち）にある、東日本旅客鉄道（JR東日本）田沢湖線の駅である。

## 歴史
- 1965年（昭和40年）
  - 9月4日：日本国有鉄道（国鉄）が同年10月1日に開業することを発表[2]。
  - 9月30日：駅舎・ホームが未着工と判明し、開業を取り消し[2]。
  - 11月21日：国鉄生保内線に新設開業[3]。旅客のみを取り扱う駅員無配置駅[4]。
- 1966年（昭和41年）10月20日：生保内線が田沢湖線に編入し、田沢湖線の駅となる。
- 1987年（昭和62年）4月1日：国鉄分割民営化により、東日本旅客鉄道 （JR東日本）の駅となる。
- 2024年（令和6年）10月1日：えきねっとQチケのサービスを開始[1][5]。

## 駅構造
単式ホーム1面1線を有する地上駅である。ホーム上に待合所が設置されている。
大曲駅管理の無人駅である。

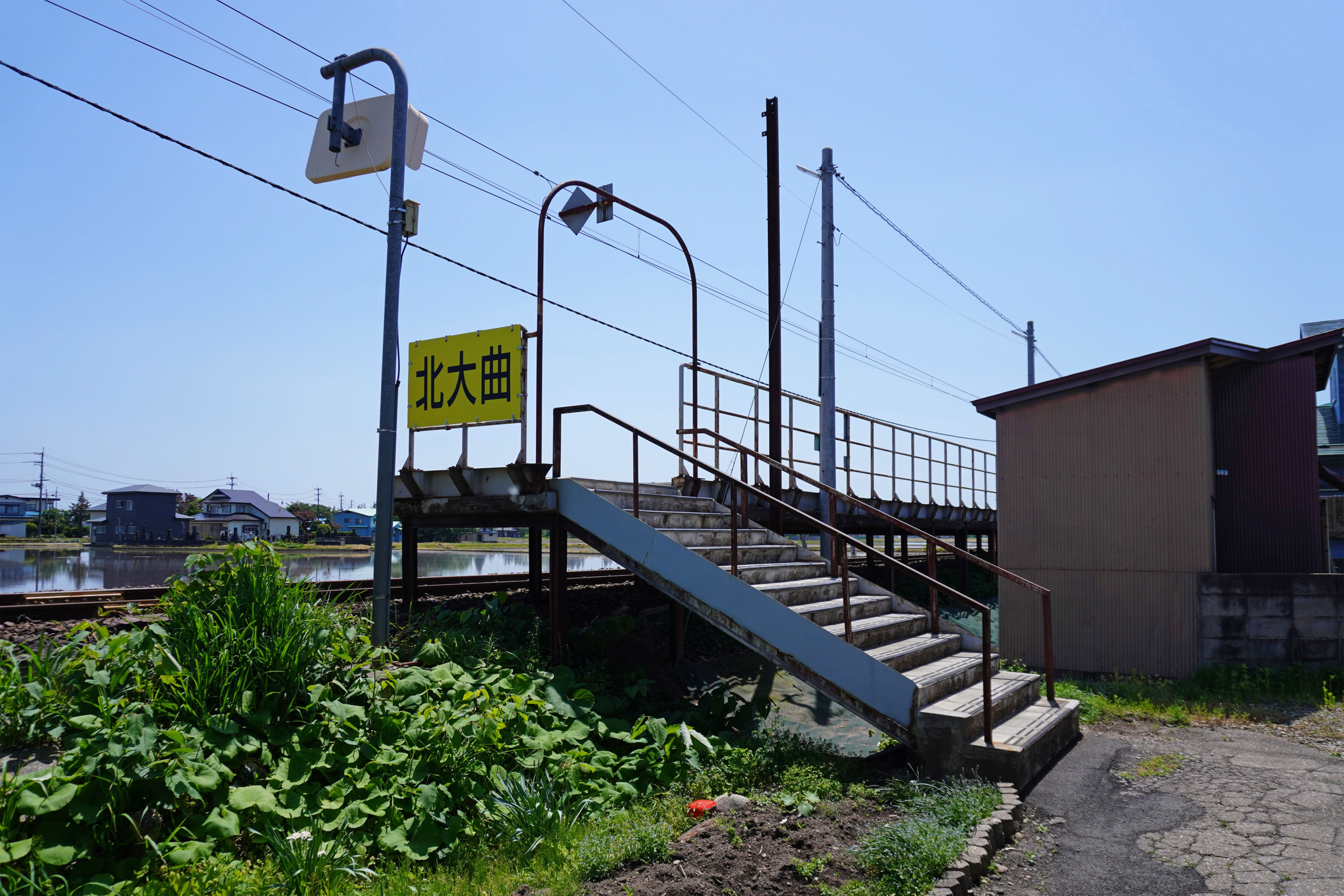
駅出入口（2024年5月）
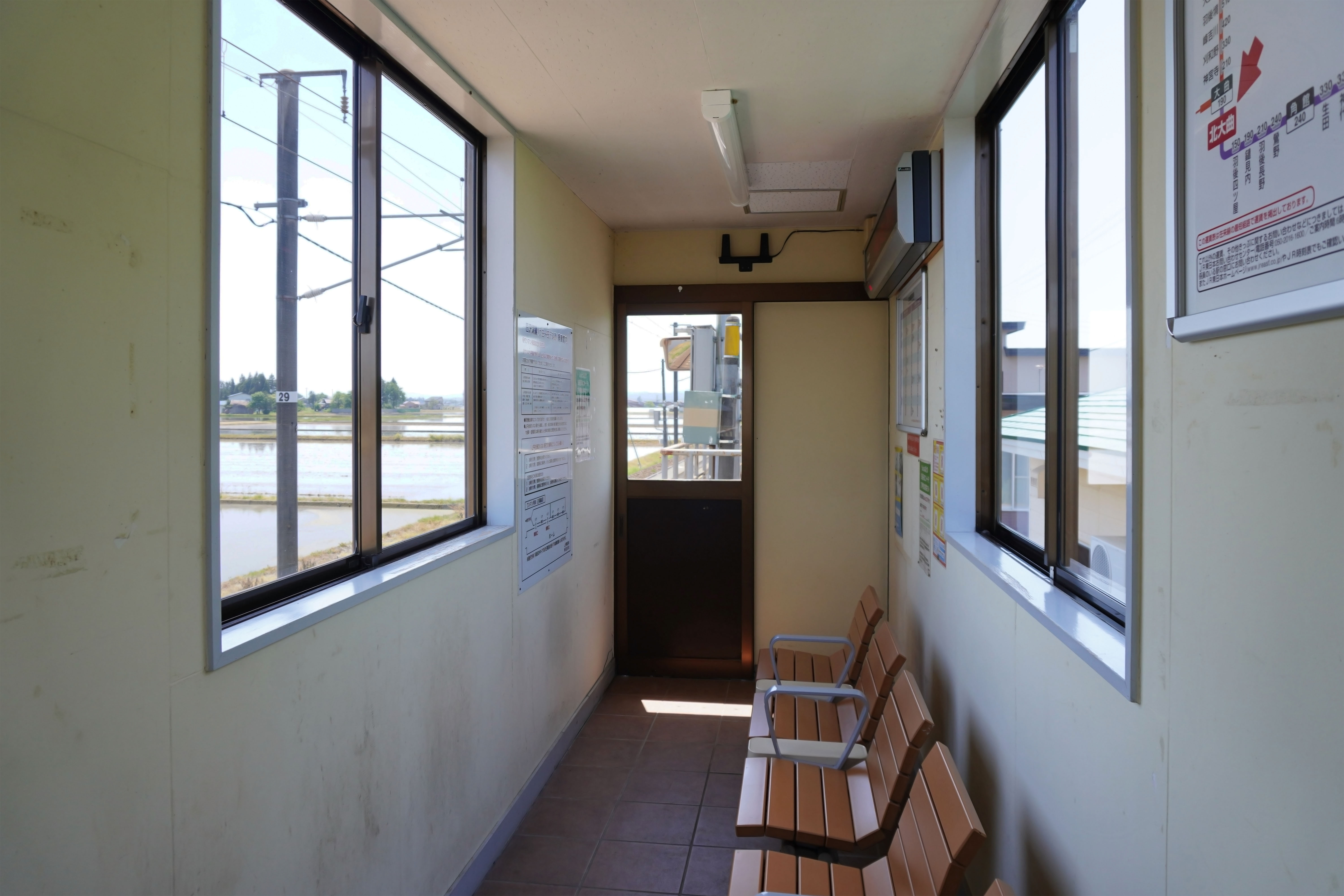
待合室（2024年5月）
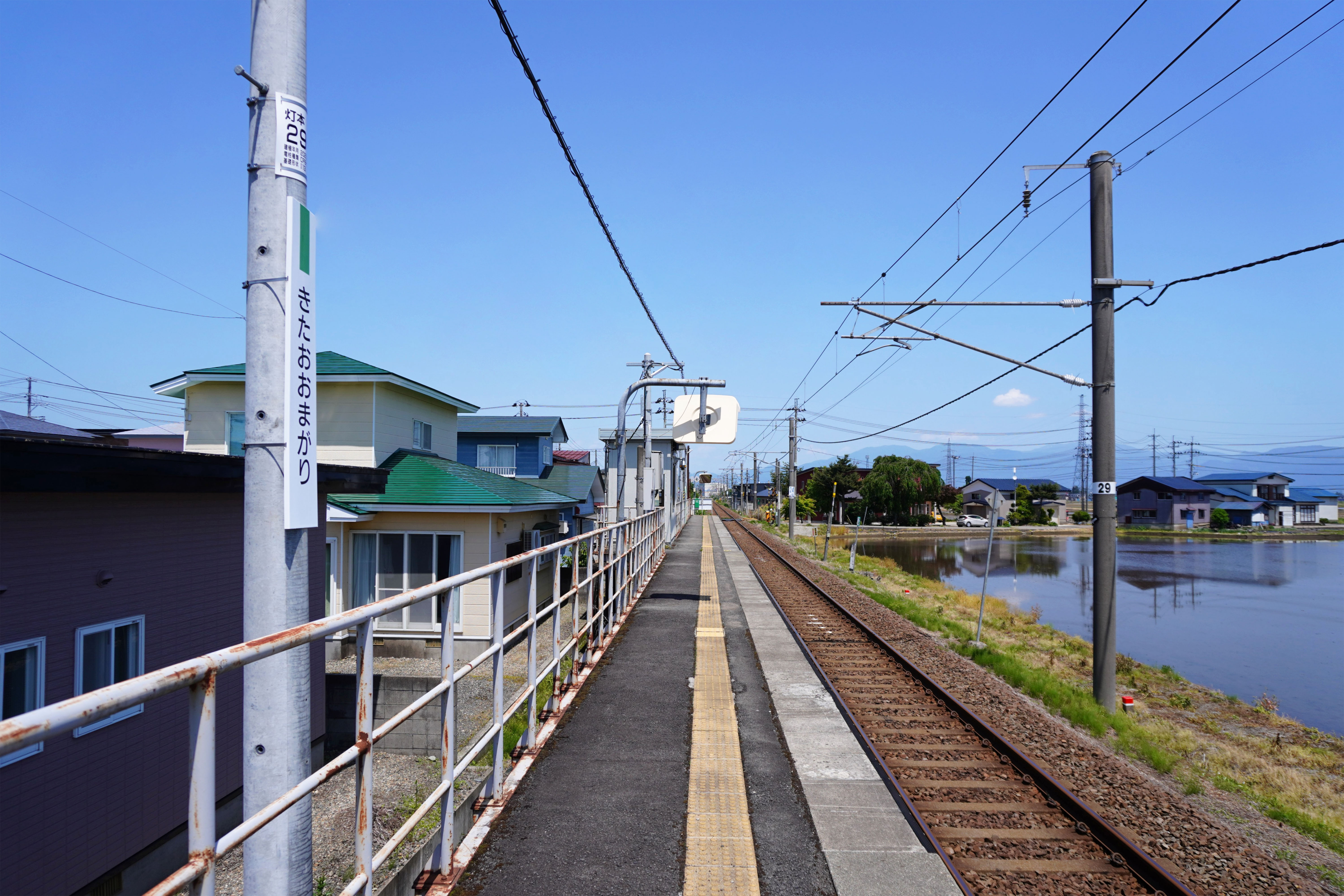
ホーム（2024年5月）

## 駅周辺
- 大仙市役所四ツ屋出張所
- 四ツ屋郵便局
- 農業・食品産業技術総合研究機構東北農業研究センター大仙研究拠点
- 国道105号

## 隣の駅
東日本旅客鉄道（JR東日本）
■田沢湖線
羽後四ツ屋駅 - 北大曲駅 - 大曲駅